# Filmes de 1938 da Monogram Pictures

## Filmes do ano
| Título                    | Estrelado por   | Dirigido por      | Gênero   |
| ------------------------- | --------------- | ----------------- | -------- |
| Barefoot Boy              | Jackie Moran    | Karl Brown        | Drama    |
| Boy of the Streets        | Jackie Cooper   | William Nigh      | Drama    |
| Code of the Rangers       | Tim McCoy       | Sam Newfield      | Faroeste |
| Female Fugitive           | Evelyn Venable  | William Nigh      | Drama    |
| Gang Bullets              | Anne Nagel      | Lambert Hillyer   | Drama    |
| Gangster’s Boy            | Jackie Cooper   | William Nigh      | Drama    |
| Gun Packer                | Jack Randall    | Wallace Fox       | Faroeste |
| Gunsmoke Trail            | Jack Randall    | Sam Newfield      | Faroeste |
| I Am a Criminal           | John Carroll    | William Nigh      | Drama    |
| Land of Fighting Men      | Jack Randall    | Alan James        | Faroeste |
| Man’s Country             | Jack Randall    | Robert Hill       | Faroeste |
| Mexicali Kid              | Jack Randall    | Wallace Fox       | Faroeste |
| Mr. Wong, Detective       | Boris Karloff   | William Nigh      | Suspense |
| My Old Kentucky Home      | Evelyn Venable  | Lambert Hillyer   | Drama    |
| Numbered Woman            | Sally Blane     | Karl Brown        | Drama    |
| Phantom Ranger            | Tim McCoy       | Sam Newfield      | Faroeste |
| Port of Missing Girls     | Judith Allen    | Karl Brown        | Drama    |
| Romance of the Limberlost | Jean Parker     | William Nigh      | Drama    |
| Rose of the Rio Grande    | Movita          | William Nigh      | Drama    |
| Saleslady                 | Anne Nagel      | Arthur Greville   | Drama    |
| Starlight Over Texas      | Tex Ritter      | Al Herman         | Faroeste |
| The Marines Are Here      | Gordon Oliver   | Phil Rosen        | Ação     |
| The Painted Trail         | Tom Keene       | Robert Hill       | Faroeste |
| The Sin of Lena Rivers    | Charlotte Henry | Phil Rosen        | Drama    |
| Tough Kid                 | Frankie Darro   | Howard Bretherton | Drama    |
| Two Gun Justice           | Tim McCoy       | Alan James        | Faroeste |
| Under the Big Top         | Anne Nagel      | Karl Brown        | Drama    |
| Wanted by the Police      | Frankie Darro   | Howard Bretherton | Drama    |
| West of Rainbow’s End     | Tim McCoy       | Alan James        | Faroeste |
| Where the Buffalo Roam    | Tex Ritter      | Al Herman         | Faroeste |
| Where the West Begins     | Jack Randall    | John P. McGowan   | Faroeste |
| Wild Horse Canyon         | Jack Randall    | Robert Hill       | Faroeste |

## Galeria

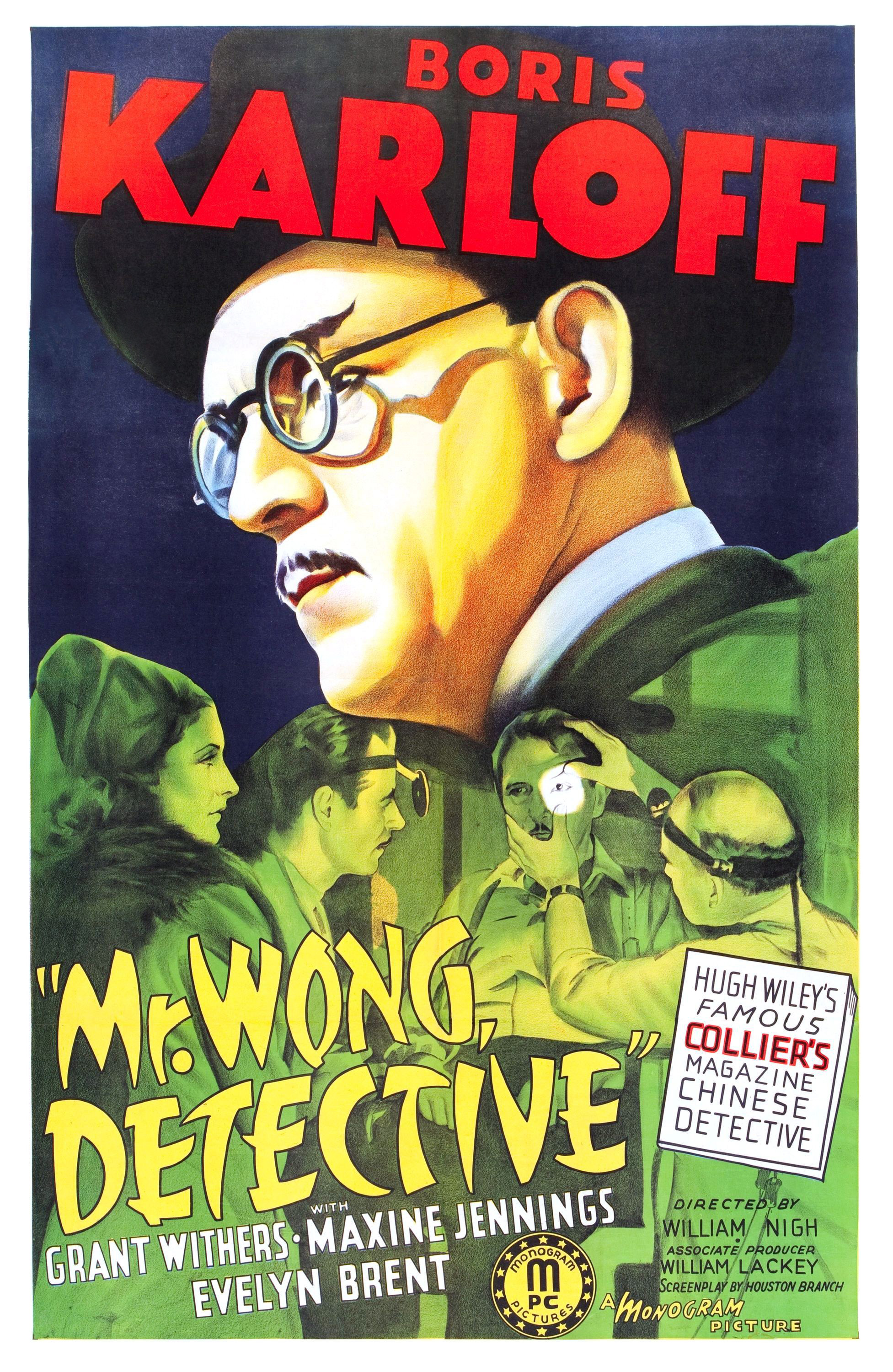
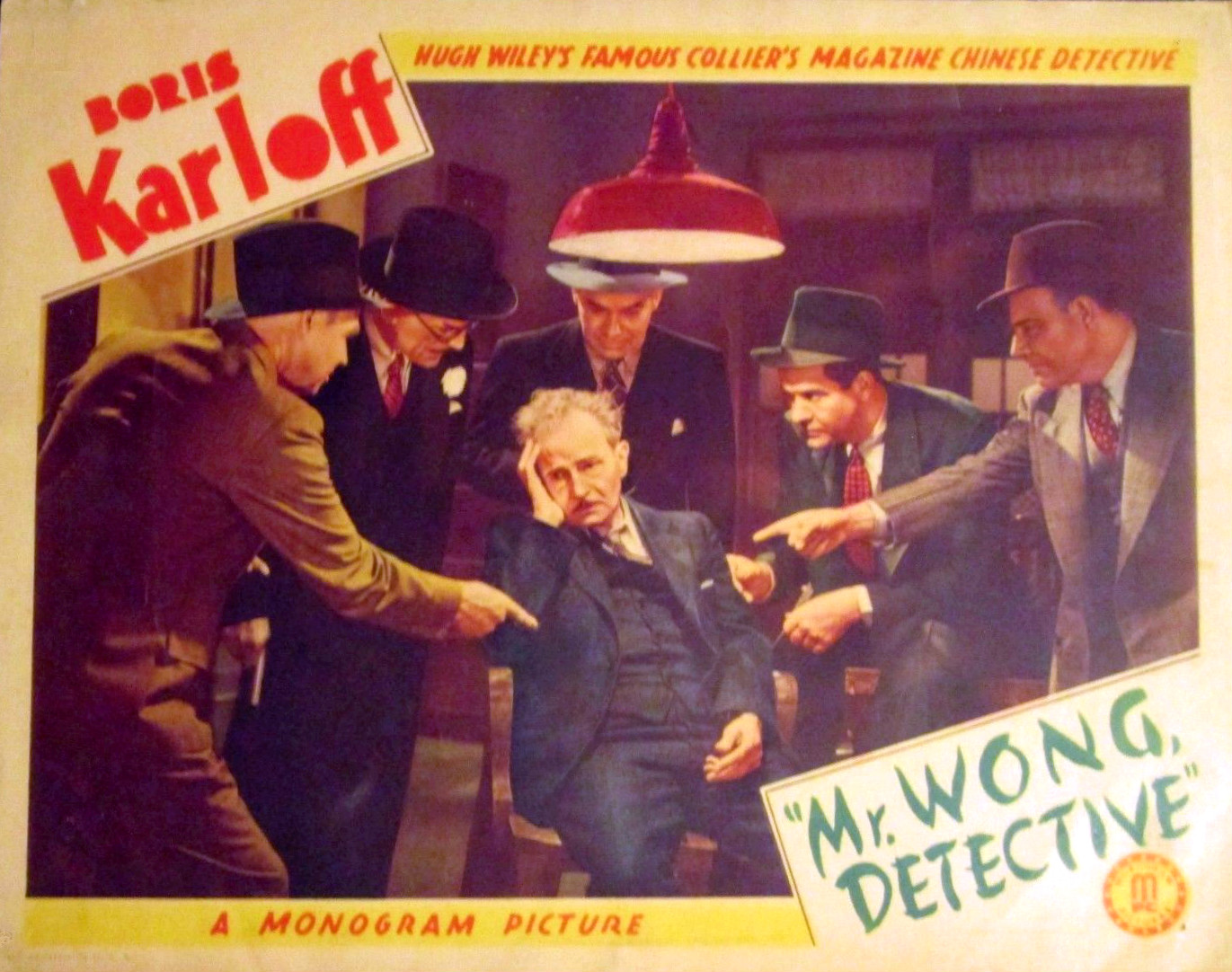
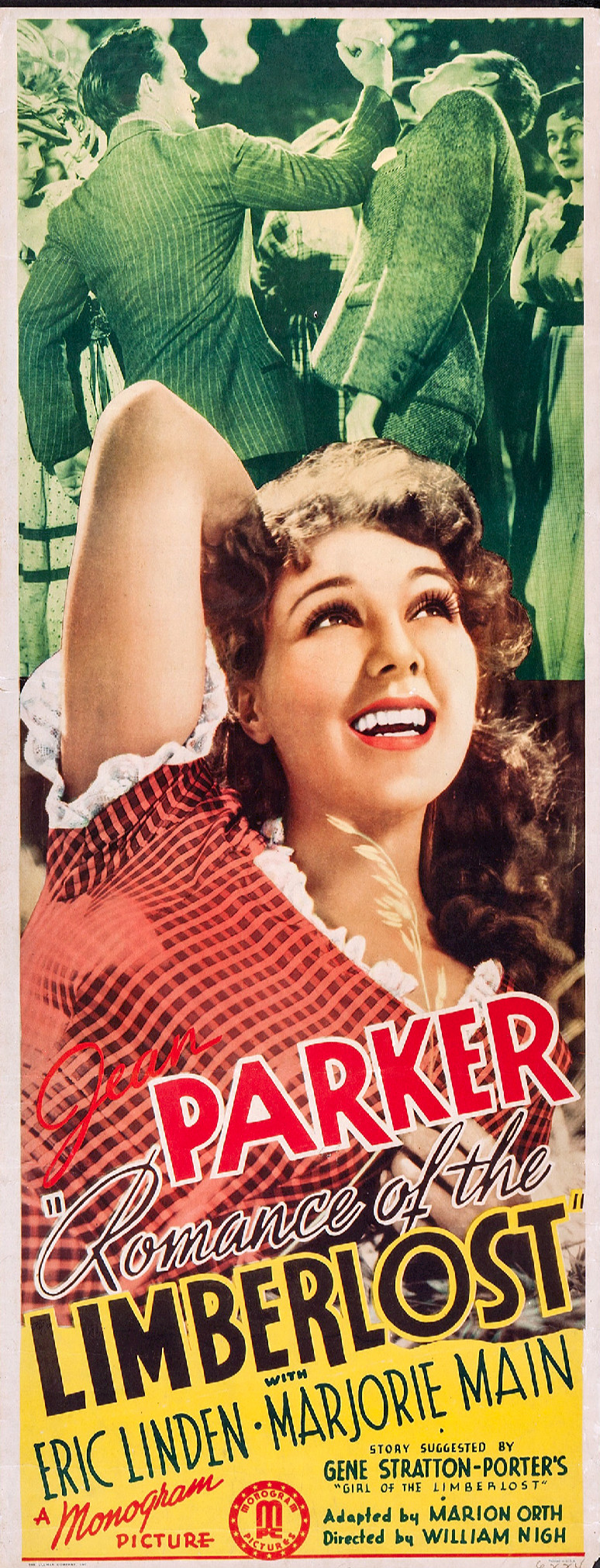
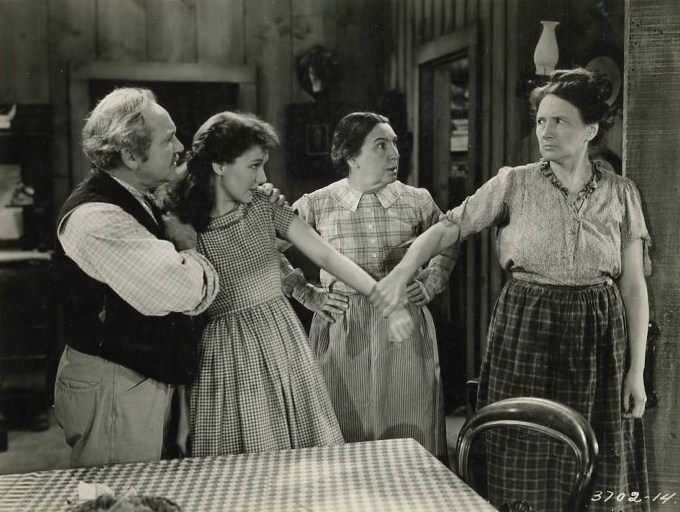
George Cleveland, Jean Parker, Sarah Padden e Marjorie Main em cena de Romance of the Limberlost
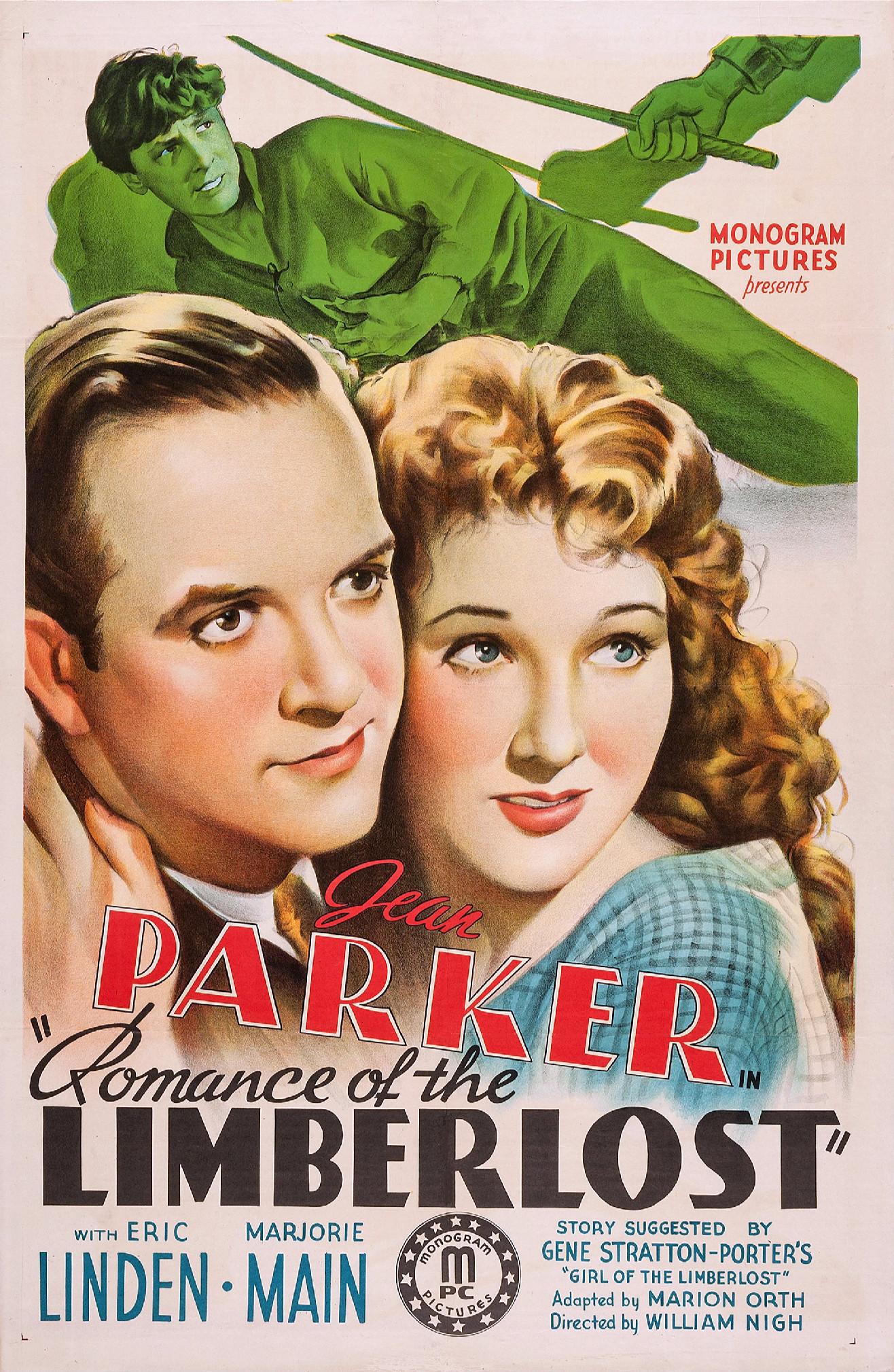